# Prolog (Literatur)
Der Prolog (griechisch πρόλογος /prólogos/, lateinisch praefatio „das Vor-Wort, die Vor-Rede“) bedeutet so viel wie „Vorwort“. Es besteht aus den Bestandteilen „pro“ (griechisch „vor“) und „logos“ (griechisch „Wort“). Entsprechend bezeichnet der Epilog das Nachwort.
Ein Prolog ist eine Einleitung, Vorrede oder auch ein Vorwort. Bekannt für seine Vorworte war beispielsweise Erich Kästner, der seinen „heiteren Romanen“ für Erwachsene gern ein ausführliches, ironisches und teilweise selbstkritisches Vorwort voranstellte.
Ähnlich ironisch ist das berühmte Vorwort von Miguel de Cervantes zu Don Quijote:

„Müßiger Leser! – Ohne Schwur magst du mir glauben, daß ich wünsche, dieses Buch, das Kind meines Geistes, wäre das schönste, lieblichste und verständigste, das man sich nur vorstellen kann. Ich habe aber unmöglich dem Naturgesetz zuwiderhandeln können, daß jedes Wesen sein Ähnliches hervorbringt; was konnte also mein unfruchtbarer, ungebildeter Verstand anders erzeugen als die Geschichte eines dürren, welken und grillenhaften Sohnes, der mit allerhand Gedanken umgeht, die vorher noch niemand beigefallen sind, geradeso wie einer, der in einem Gefängnisse erzeugt ward, wo jede Unbequemlichkeit zu Hause ist und jedes traurige Geräusch seine Wohnung hat?“

In der lateinischen Literatur haben viele Prosawerke eine praefatio. In der Dichtung spricht man von Proömium, in der Rhetorik vom Exordium. 
In der Sach- und Fachliteratur gibt es auf den ersten Seiten sehr häufig ein Vorwort (es kann auch überschrieben sein mit „Zum Geleit“, „Ein Wort zuvor“ u. Ä.). Feste Regeln zu Form und Inhalt gelten dabei nicht. Der Autor bzw. die Autoren eines Buches (ebenso der Herausgeber oder Dritte) können darin etwas sagen zur Idee des Buches, zu ihren Motiven und Zielen. Denkbar sind ebenso ein vorangestelltes Motto oder Zitat und Erläuterungen zur Anlage und Gliederung des Buches, zur Literatur- und Forschungslage und ggf. zu einer Neuauflage. Auch ein Dank an Zuarbeiter, an den Verlag, an Lektoren, Illustratoren und Übersetzer ist möglich. Ausgeführt wird gelegentlich etwas zum Ort des Entstehens, zur Gastfreundschaft von Bekannten und Verwandten und zu Stipendien in Verbindung mit dem Werk. Schließlich kann dies der Platz sein, das Buch jemandem zu widmen, der namentlich genannt wird. Zum Schluss wird oft ein Ort und ein annäherndes Datum (etwa „im Frühjahr 2015“, „Dezember 2013“) genannt, dazu der Name oder die Namen des/der Schreiber. Unabhängig davon können diese Themen auch in einer Einleitung oder Einführung als erstem Kapitel stehen.
Im Drama wird der Prolog auf verschiedene Weise eingesetzt. Aristoteles definiert den Prolog formal als den „ganzen Teil der Tragödie vor dem Einzug des Chors“ (12, 1452b). Im antiken Prolog treten die Schauspieler auf, meist in jambischen Sprechversen, bevor der Chor einzieht (Parodos): „Gemeinsam mit dem Parodos dient der Prolog der Exposition des ‚Mythos‘ des Dramas; es werden Personen, Ort und Zeit der Handlung fixiert. Mit Blick auf ihre Funktion bilden sie eine Einheit, hinsichtlich ihrer Form sind sie zu trennen.“
Ein Prolog dient oft der Erläuterung der Intention des Stücks. Dabei kann die Handlung des Prologes mit dem Stück verbunden sein, jedoch auch losgelöst von dem eigentlichen Drama in die Thematik einführen. Der Prolog kann ein Dialog von zwei oder mehreren Figuren des Dramas sein, jedoch auch ein Monolog einer dem Stück zugehörigen oder neutralen Person sein.
Im Prolog von Goethes Faust I wird eine Wette zwischen Gott und dem Teufel dargestellt, ob Faust durch den Teufel vom rechten Weg abzubringen sei, wenn Gott ihm freie Hand lasse. Das Stück erhält dadurch zugleich einen Rahmen und einen Bezug zur Bibel. Die „Exposition meines Faust“ hat „mit der des Hiob einige Ähnlichkeit“. Im Faust ist der Prolog „funktioneller Teil des Dramas“, „er führt in die augenblickliche Situation Fausts ein und bringt die Faust-Mephisto-Handlung schon in Bewegung“. Hugo von Hofmannsthal verwendet für den „Prolog“ in mehreren Dramen eine Figur, welche einleitende Worte zum Publikum spricht.
Bei Bertolt Brecht haben Prologe oft die Funktion, die Handlung zu relativieren und den Zuschauer zu desillusionieren. Das modellhafte Geschehen auf der Bühne wird auf die Wirklichkeit bezogen. Im Stück Herr Puntila und sein Knecht Matti wird dem Publikum von einer der Darstellerinnen Charakter und Intention der Inszenierung vorgestellt. Es wird verdeutlicht, dass die Bühnenfigur des Gutsbesitzers für eine soziale Klasse steht, nicht nur für ein Einzelschicksal.

„Geehrtes Publikum, die Zeit ist trist.

Klug, wer besorgt, und dumm, wer sorglos ist!

Doch ist nicht überm Berg, wer nicht mehr lacht

Drum haben wir ein komisches Spiel gemacht.

[…]

Wir zeigen nämlich heute abend hier

Euch ein gewisses vorzeitliches Tier

Estatium possessor, auf deutsch Gutsbesitzer genannt

Welches Tier, als sehr verfressen und ganz unnützlich bekannt […]“

Das Wort „Prolog“ hat seinen Weg auch in andere Bereiche gefunden: So gibt es etwa bei vielen Fernsehserien, insbesondere Sitcoms, einen Prolog noch vor dem Vorspann, der den oben beschriebenen gleicht. Ein anderes Beispiel gibt es im Radsport. Am ersten Tag der Tour de France gibt es oft einen Prolog, bei dem es sich normalerweise um ein kurzes Einzelzeitfahren handelt, welches bereits in die Gesamtwertung eingeht.

## Verwandte Themen
Entsprechungen in anderen Bereichen:
- das Abstract in der Dokumentation (etwa bei Referaten)
- die Präambel bei Verträgen
- das Editorial im Journalismus
- der Vorspann beim Film
- die Introduktion bzw. das Intro in der Musik
- die Ouvertüre in einer Oper

Andere Bestandteile des antiken Dramas:
- der Epeisodion (gesprochene Zwischendialog)
- der Stasimon (Chorgesänge zwischen den Epeisodien)